# Palazzo di giustizia (serie televisiva)
Palazzo di giustizia (Crime of Passion) è una serie televisiva britannica in 32 episodi trasmessi per la prima volta nel corso di 4 stagioni dal 1970 al 1973.
La serie tratta casi realmente accaduti e presi in esame da un tribunale presieduto dal presidente di corte interpretato da Anthony Newlands.

## Personaggi
- Savel (10 episodi, 1970-1973), interpretato da	Daniel Moynihan.
- presidente, interpretato da	Anthony Newlands.
- Maître Lacan, interpretato da	John Phillips.
- impiegato di corte, interpretato da	Keith Campbell.
- Impiegato, interpretato da	Desmond Cullum-Jones.
- Robert Masson, interpretato da	Peter Needham.
- impiegato di corte, interpretato da	George A. Cooper.

## Produzione
La serie, ideata da Ted Willis, fu prodotta da Associated Television  Le musiche furono composte da Derek Scott.
Tra i registi della serie sono accreditati Peter Moffatt e Valerie Hanson.

## Distribuzione
La serie fu trasmessa in Gran Bretagna dal 1970 al 1973 sulla rete televisiva Associated Television. In Italia è stata trasmessa su RaiDue (l'allora TV2) nel 1976 con il titolo Palazzo di giustizia.

## Episodi
| Stagione         | Episodi | Prima TV UK |
| ---------------- | ------- | ----------- |
| Prima stagione   | 6       | 1970        |
| Seconda stagione | 7       | 1971        |
| Terza stagione   | 13      | 1972        |
| Quarta stagione  | 6       | 1973        |